# زبان آلمانی پنسیلوانیا
آلمانی پنسیلوانیا (Deitsch, Pennsylvania Deitsch, Pennsilfaanisch Deitsch) زبان‌گونه‌ای است که در حدود ۲۵۰ هزارتن از جامعهٔ آمیش در آمریکای شمالی بدان سخن می‌گویند.
گویشوران بدین زبان از بخش‌های گونانی از کرانه‌های ژرمنی‌زبان اروپای غربی به آمریکا مهاجرت نموده‌اند، به ویژه از پالاتینا رنان.